# Střední odborná škola a Střední odborné učiliště technické Třemošnice
Střední odborná škola a Střední odborné učiliště technické Třemošnice je střední škola v Třemošnici. Zajišťuje studium ve čtyřletých oborech s maturitní zkouškou a ve tříletých oborech s výučním listem. Je nositelkou Národní ceny kvality České republiky s titulem Excelentní organizace a Národní ceny ČR za společenskou odpovědnost.